# Hontalbilla
Hontalbilla település Spanyolországban, Segovia tartományban. Hontalbilla Frumales, Perosillo, Adrados, Torrecilla del Pinar és Lastras de Cuéllar községekkel határos. Lakosainak száma 299 fő (2024).

## Népesség
A település népessége az elmúlt években az alábbi módon változott:
| Lakosok száma | 419  | 391  | 360  | 348  | 339  | 329  | 304  | 307  | 298  | 299  |
|               | 2001 | 2004 | 2007 | 2009 | 2012 | 2014 | 2017 | 2019 | 2022 | 2024 |